# Virat Kohli
Virat Kohli, né le 5 novembre 1988 à New Delhi en Inde, est un joueur de cricket international indien. Batteur droitier, il est considéré comme l'un des meilleurs joueurs de cricket de l'histoire.
Connu comme le capitaine de l’équipe de cricket indienne championne du monde des moins de 19 ans en 2008, il confirme les espoirs placés en lui en tant que capitaine du club des Royal Challengers Bangalore dans l'Indian Premier League puis de l'équipe d'Inde entre 2013 et 2022.
Joueur de la décennie 2010 désigné par le conseil international du cricket après avoir été élu joueur de l'année en 2017 et 2018, Virat Kohli reçoit les plus grandes distinctions sportives indiennes avec le prix Arjuna en 2013, le Padma Shri en sports en 2017 et le prix Khel Ratna l’année suivante.
Marié avec l'actrice Anushka Sharma, Virat Kohli est une célébrité dans le Commonwealth. Icone de la jeunesse indienne, il est, en décembre 2021, le joueur de cricket ayant le plus d'abonnés sur Instagram. En plus d'être l'un des sportifs les mieux payés du monde, Kohli est considéré en 2018 par le magazine Time comme l'une des cent personnes les plus influentes du monde.

## Biographie
Virat Kohli naît le 5 novembre 1988 à New Delhi en Inde de l'union de Saroj et Prem Kohli. Son père, avocat, est favorable à ce que son fils poursuive son rêve de devenir joueur professionnel de cricket, inspiré par les performances de Sachin Tendulkar. 

### Carrière de joueur de cricket

#### Équipes de jeunes
Le 30 mai 1998, Virat Kohli entre dans la West Dehli Cricket Academy et dès les premières semaines d'entraînement, il impressionne par son sens du jeu. Pour des raisons non sportives, il n'est pas retenu dans l'équipe des moins de 14 ans de l'académie mais cela ne le décourage pas. Il refuse les offres d'autres clubs et travaille intensément pour obtenir sa place dans l'équipe des moins de 15 ans. Plus que par sa qualité de frappe, Virat impressionne par son attitude et sa vitesse de décision sur le terrain.
En 2002, Virat Kohli se révèle à l'entraînement et devient progressivement le jeune joueur le plus scruté de Delhi, bien que les sélectionneurs régionaux ne soient pas convaincus. Il réussit son premier fifty dans une compétition nationale contre Haryana pour le trophée Umrigar lors duquel il marque 70 courses. Dès le début de sa deuxième saison chez les moins de 15 ans, en 2003-2004, Virat Kohli est désigné capitaine de l’équipe, marquant 54 courses dès le premier match de l'année. Lors de la rencontre suivante, il réussit son premier century avec 119 courses dans une victoire contre Jammu-et-Cachemire. La défaite contre Pendjab, lors de laquelle il est éliminé rapidement, entraîne ses pleurs sur le banc et le motive à mieux se préparer. Devenant de plus en plus tactique, il réussit à marquer 117 puis 95 courses contre Haryana au Tau Devi Lal Stadium (en) de Gurgaon.
Ces impressionnantes performances en font déjà une vedette locale lorsqu'il entre dans le championnat junior et la catégorie des moins de 17 ans. L'adolescent commence à se comporter comme une star et pour le rendre humble, son entraîneur choisit de ne pas le sélectionner pour lui envoyer un message. En 2005, il marque 251 courses contre Himachal Pradesh et est appelé en équipe nationale juniors,. Après avoir confirmé sa bonne forme avec 179 courses contre Jammu-et-Cachemire, le jeune joueur s'attend à être promu dans l'équipe des moins de 19 ans, mais il doit faire une dernière année dans la catégorie inférieure. Dominant, il guide son équipe au titre national des moins de 17 ans, dominant dès le premier match avec 227 courses contre Punjab et réussissant un fifty en finale contre Mumbai.
En novembre 2006, Virat Kohli dispute sa première rencontre de first-class cricket avec l'équipe de Dehli, des débuts manqués avec une élimination rapide. Les deux matchs suivants, conclus avec 42 courses contre Uttar Pradesh et 21 contre Baroda, sont des performances correctes. Le 19 décembre 2006, alors qu'il est à la batte contre Karnataka au soir du deuxième jour, son père meurt dans la nuit d'un accident vasculaire cérébral,. Malgré ce drame personnel, le jeune joueur poursuit la rencontre le lendemain et joue brillamment pour terminer à la mi-journée avec un score personnel de 90 courses,,. Trois jours plus tard, il voyage avec l’équipe pour jouer Saurashtra et marque 35 courses dans la défaite de son équipe qui met fin à son parcours dans le Ranji Trophy.
Capitaine de l'équipe d'Inde à la Coupe du monde des moins de 18 ans, Virat Kohli ne remporte pas seulement la compétition mais est un acteur décisif du succès avec 235 courses marquées en six matchs soit une moyenne de 47 points inscrits,. Le capitaine et son équipe sont accueillis en héros au Bangalore avec une parade en bus et reçoivent chacun une prime de 15 lakhs roupies. Dédiant son succès à son père, Virat Kohli se consacre entièrement à son sport et est un membre important de l'équipe national juniors lors des tournées internationales au Pakistan, en Malaisie, au Sri Lanka ou encore en Australie entre 2006 et 2008.

#### Débuts en Indian Premier League et au niveau international (2008-2011)

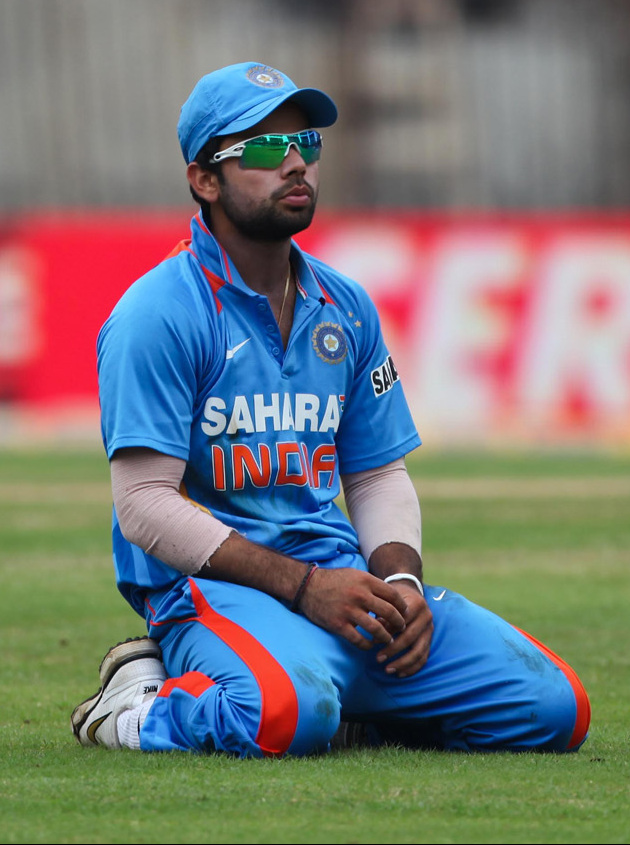
Virat Kohli en 2010 lors d'un ODI contre la Nouvelle-Zélande.

Le 18 août 2008, Virat Kohli fait ses débuts avec l'équipe nationale indienne de cricket contre le Sri Lanka et n'inscrit que douze courses en vingt-deux balles pour une première prestation de 33 minutes avant d'être éliminé par Nuwan Kulasekara (en).
Avec 107 points inscrits, Virat Kohli réussit son premier century au niveau international contre le Sri Lanka en décembre 2009 en soutien de Gautam Gambhir (en) qui marque 150 courses dans la rencontres. Quatre manches après son premier century, l'espoir indien en ajoute un deuxième dans la victoire contre le Bangladesh.
Lors de la Coupe du monde de cricket de 2011, Virat Kohli reste dans l'ombre de la vedette de l'équipe indienne de cricket Sachin Tendulkar. Le jeune batteur se présente comme le futur du cricket indien en réussissant un century contre le Bangladesh lors du match d'ouverture puis en réussissant 83 courses avec Gautam Gambhir en chasse du score du Sri Lanka en finale.

#### Vedette nationale «arrogante» et «immature» (2012-2013)
L'année 2012 commence par une amende pour le joueur indien pour avoir fait un doigt d'honneur aux spectateurs présents dans les tribunes, indiquant sur Twitter qu'ils ont insulté sa mère et sa sœur pendant toute la partie. Tout au long de l’année, Virat Kohli impressionne avec plus de 66 courses par matchs lors des One-day International (ODI). Les performances du batteur de 23 ans lui valent d'être désigné meilleur joueur de cricket des ODI par l'ICC.
Lors de la saison 2013 de l'IPL, Virat Kohli devient capitaine des Royal Challengers Bangalore. Après un excellent début de saison, il porte la casquette orange du meilleur marqueur du tournoi, distinction qu'il perd après avoir marqué seulement 75 courses en six manches sur la deuxième partie de la saison.

#### Capitaine de l’équipe nationale assagi (2014-2016)

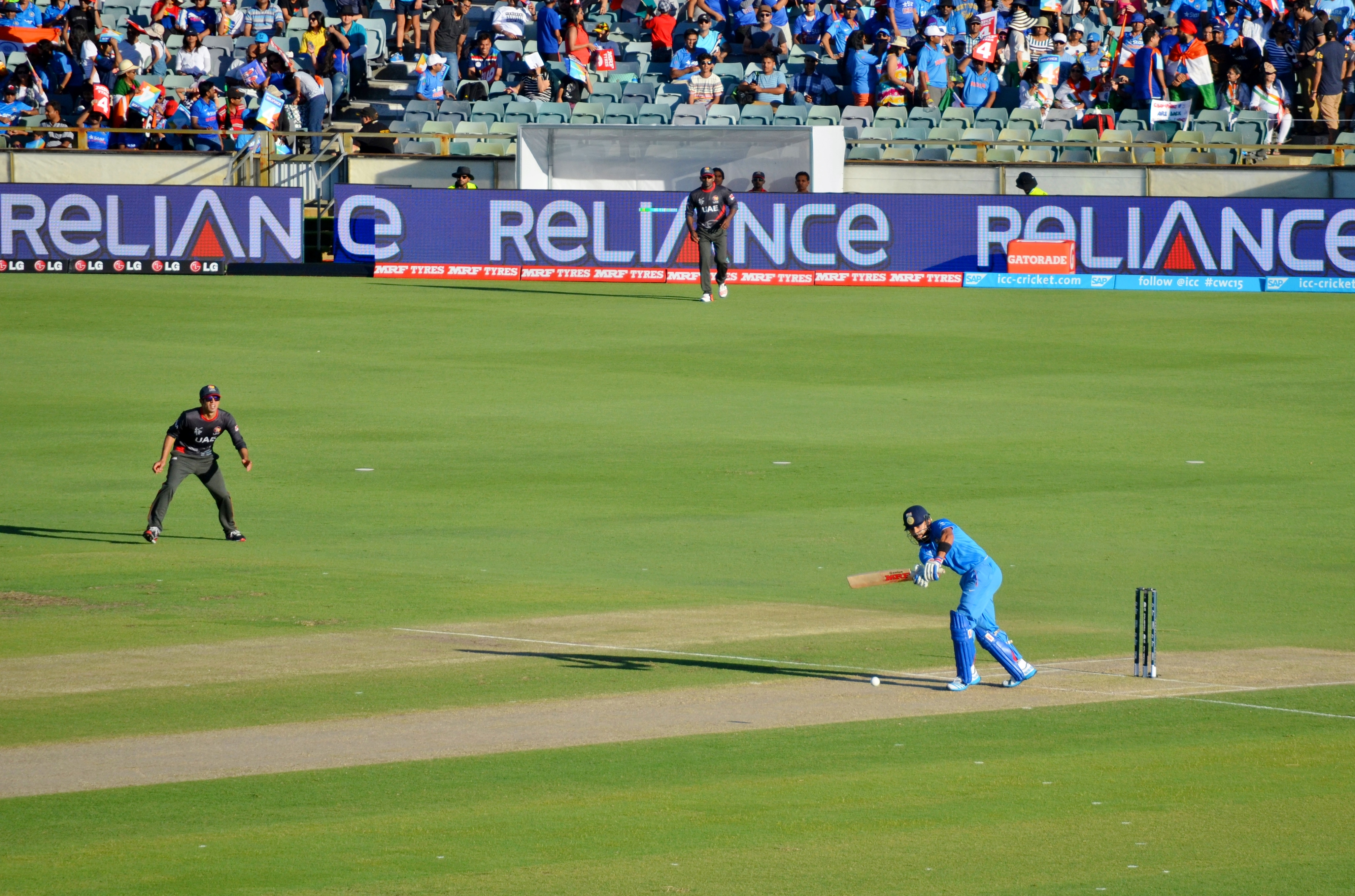
Virat Kohli à la batte lors de la Coupe du monde 2015.

Lors de la tournée de l'Inde en Nouvelle-Zélande en février 2014, Virat Kohli s'illustre lors du dernier test pour sauver le match nul avec un century. En l'absence de MS Dhoni, Kohli est capitaine de l’équipe nationale lors de la Coupe d'Asie qui se déroule au Bangladesh. Kohli est désigné homme du match d'ouverture contre le pays hôte après avoir marqué 136 courses en 122 balles pour obtenir la victoire.
Lors de la Coupe du monde 2015, Virat Kohli réussit un century dans une victoire de 76 courses de son équipe contre l'équipe rivale du Pakistan. La suite du tournoi de Kohli est décevant et le capitaine est vivement critiqué sur les réseaux sociaux et dans la presse après la défaite de l’Inde en demi-finale contre l’Australie.
De retour dans l'Indian Premier League, le capitaine des Royal Challengers Bangalore marque 44 courses en 19 balles contre les Sunrisers Hyderabad sous la pluie dans une partie décisive pour la qualification en phase finale.

#### Meilleur joueur du monde (2017-2020)
Au milieu du mois d'août 2018, il prend la première place du classement des batteurs après une performance à 149 courses dans la première manche contre Angleterre, mettant un terme au règne de 32 mois en tête du classement de l'Australien Steve Smith, suspendu douze mois pour tricherie. En octobre, le joueur indien déclare être vegan depuis quatre mois et que cela a amélioré ses performances.
Sa performance en demi-finale de la Coupe du monde de cricket de 2019 contre la Nouvelle-Zélande, décevante, contribue à l’historique défaite de son équipe à Old Trafford. Après la défaite, le capitaine indien critique le format de la compétition qui élimine son équipe après 45 minutes de mauvais cricket après sept victoires en phase de groupe.
En décembre 2020, il est désigné joueur de la décennie par le Conseil international du cricket.

#### Congé paternité et critiques (2020-2022)
Le même mois, en pleine Super League, Virat Kohli décide d'arrêter de jouer pour se tenir près de sa femme lors de son accouchement, prévu un mois plus tard, marqué d'avoir raté la mort de son père, décédé alors qu'il était sur un terrain de cricket en 2007. Alors que l'éducation des enfants revient très souvent à la seule mère dans le pays, son choix de prendre un congé parental provoque débat et applaudissements en Inde.
En janvier 2022, alors qu'il se retire du rôle de capitaine de l'équipe nationale, il est, avec 68 rencontres internationales disputées en tant que capitaine, le joueur indien ayant le record dans l'histoire du cricket indien en 2022 devant Mahendra Singh Dhoni (60). Après plusieurs sorties peu productives, les critiques s'élèvent sur sa place dans l'équipe. Certains évoquent sa présence dans l’équipe nationale pour sa célébrité et non ses performances. Affecté par un calendrier chargé et les importantes attentes du public, il en pâtit mentalement et prend une pause d'un mois inédite dans sa carrière. En septembre 2022, il réussit son 71e century en compétition internationale, le premier depuis près de trois ans, en marquant 122 courses contre l'Afghanistan.

### Célébrité nationale

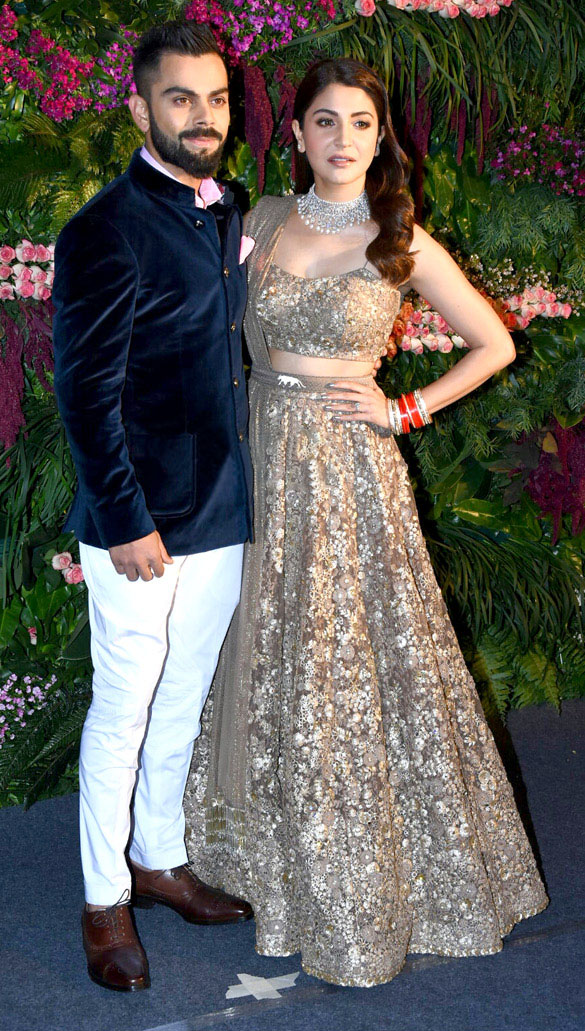
Virat Kohli et sa femme Anushka Sharma lors d'une réception à Bombay en 2017.

Vedette et capitaine de l'Équipe d'Inde de cricket, Virat Kohli devient au milieu des années 2010 une inspiration et un modèle pour la jeunesse indienne. Scruté par la presse depuis sa jeunesse, il s'impose comme le meilleur batteur du monde avec une attitude exemplaire.
En 2017, le joueur de cricket se marie avec l'actrice de Bollywood Anushka Sharma lors d'une cérémonie de mariage privée organisée en Italie. Sa célébrité est immense en Inde et est le porte-parole d'au moins seize entreprises nationales et internationales qui lui génère des revenus estimés à 19 millions de dollars. Ces contrats publicitaires en font le joueur de cricket le mieux rémunéré du monde et l'un des cent sportifs les mieux payés du monde.
En 2018, il signe un contrat de huit ans avec l'équipementier Puma pour une valeur de vingt millions de dollars et devient le premier joueur de cricket à avoir des chaussures signature. En novembre 2019, une série de dix épisodes intitulée Super V, inspirée de son enfance, est créée et diffusée par India Star.

### Homme d'affaires
Utilisant sa notoriété et la fortune créée par ses performances sportives, Virat Kohli investit dans ses centres d'intérêt. Amateur de football, il investit dans le Football Club Goa un an après la création du club et ses débuts dans l'Indian Super League. Il lance une start-up pour connecter les sportifs et leurs supporteurs via un réseau social intitulé Sport Convo, une entreprise dans laquelle Gareth Bale investit à la fin de l'année 2015. Toujours dans le sport, Kohli devient copropriétaire de l'équipe de l’International Premier Tennis League des UAE Royals pour laquelle Roger Federer joue. Il ouvre par ailleurs plusieurs salles de sport à Bangalore et en Inde
Outre le sport, Virat Kohli s'intéresse à la mode. Le joueur de cricket est actionnaire de la marque de vêtements indienne Wrogn, entreprise qui est devenue le sponsor du maillot des Royal Challengers Bangalore en 2019,.

## Statistiques
Ces statistiques utilisent le lexique du cricket.
| Format        | Date  | Matchs | Manches | Not Out | Courses | Record | Moyenne | Balles jouées | Century | Fifty | Four  | Six |
| ------------- | ----- | ------ | ------- | ------- | ------- | ------ | ------- | ------------- | ------- | ----- | ----- | --- |
| Test          | 2011- | 102    | 173     | 10      | 8 074   | 254    | 49,53   | 14 499        | 27      | 28    | 910   | 24  |
| ODI           | 2008- | 262    | 253     | 39      | 12 344  | 183    | 57,68   | 13 296        | 50      | 64    | 1 159 | 125 |
| Twenty20 Int. | 2010- | 109    | 101     | 28      | 3 712   | 122    | 50,84   | 2 688         | 1       | 33    | 331   | 109 |
| IPL           | 2008- | 223    | -       | 32      | 6 624   | 113    | 36,2    | 5 129         | 5       | 44    | 578   | 218 |

## Palmarès

### Records
En 2016, Virat Kohli bat le record de courses de l'Indian Premier League avec 973 unités en réussissant un record de quatre century, menant son équipe jusqu'à la finale du tournoi.
En 2022, il devient le deuxième joueur après le Néo-zélandais Ross Taylor (en) à avoir joué plus de cent matchs dans tous les formats du cricket.
Lors de la coupe du monde 2023, en demi finale contre la Nouvelle-Zélande, il marque son 50eme century en ODI, dépassant Sachin Tendulkar, qui était présent au stade de Wankhede a Mumbai lors de l'évènement.

### Distinctions

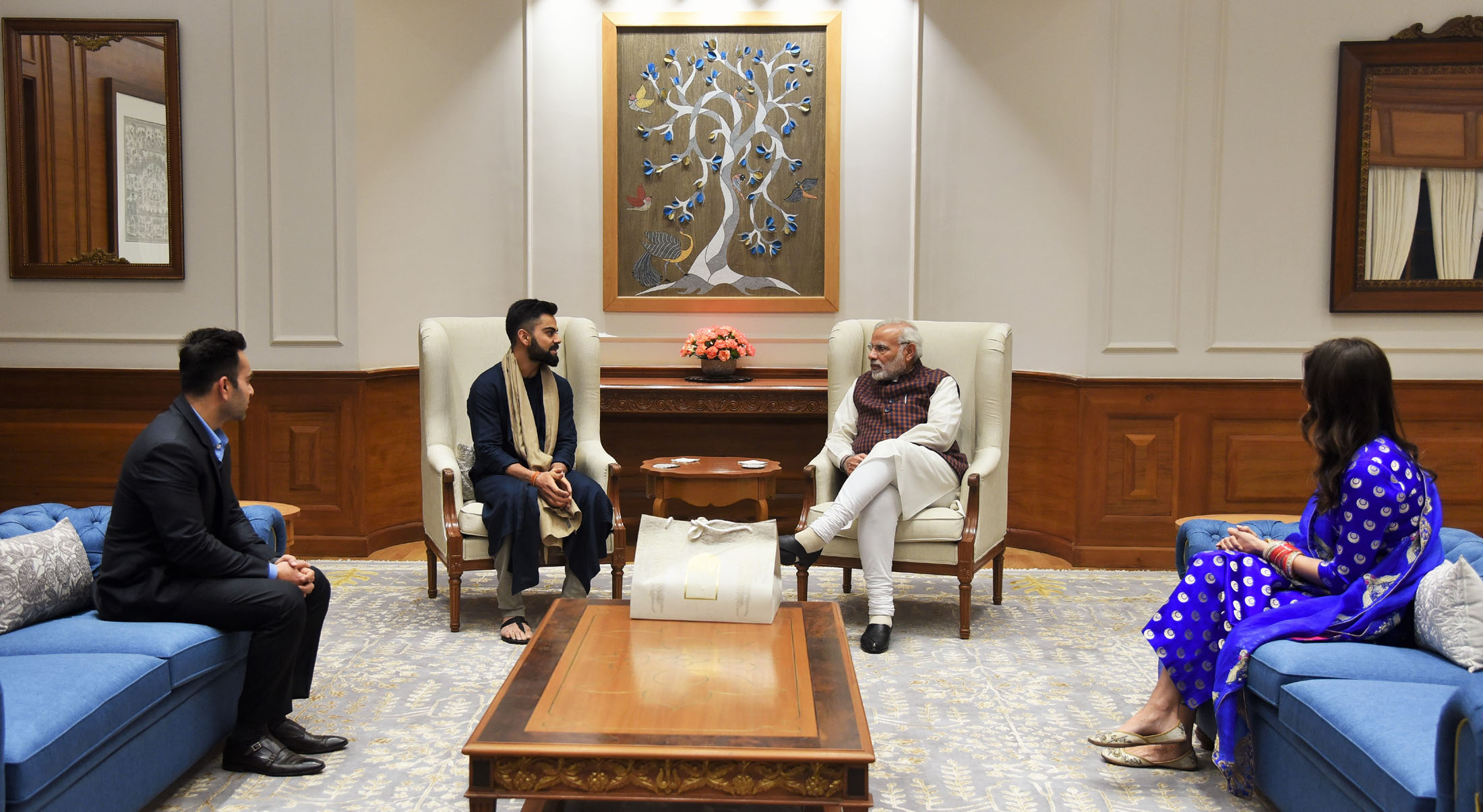
Rencontre de Virat Kohli et Anushka Sharma avec le premier ministre indien Narendra Modi en décembre 2017.

En septembre 2018, Virat Kohli reçoit le prestigieux prix Khel Ratna, la plus haute distinction sportive de l'Inde des mains du Président Ram Nath Kovind au Rashtrapati Bhavan,. Il est le troisième joueur de cricket indien à recevoir cette distinction après Sachin Tendulkar et MS Dhoni.
Capitaine de l’équipe d'Inde dominant le classement international, Virat Kohli remporte le trophée Sir Garfield Sobers pour la première fois lors des ICC Awards 2017. Il est également nommé joueur de l'année des ODI après avoir terminé l'année avec une moyenne de 82,63 courses par match,.
Lors des ICC Awards 2018, Virat Kohli remporte toutes les récompenses majeures : il conserve le trophée Sir Garfield Sobers et de joueur de l'année des ODI, ajoute le titre de joueur de l'année des tests pour devenir le premier joueur à remporter ces trois distinctions la même année,. Le batteur indien est désigné meilleur joueur de l'année à l'unanimité.
En septembre 2019, une tribune de l'Arun Jaitley Stadium (en) est renommée à son nom.

## Personnalité et style de jeu

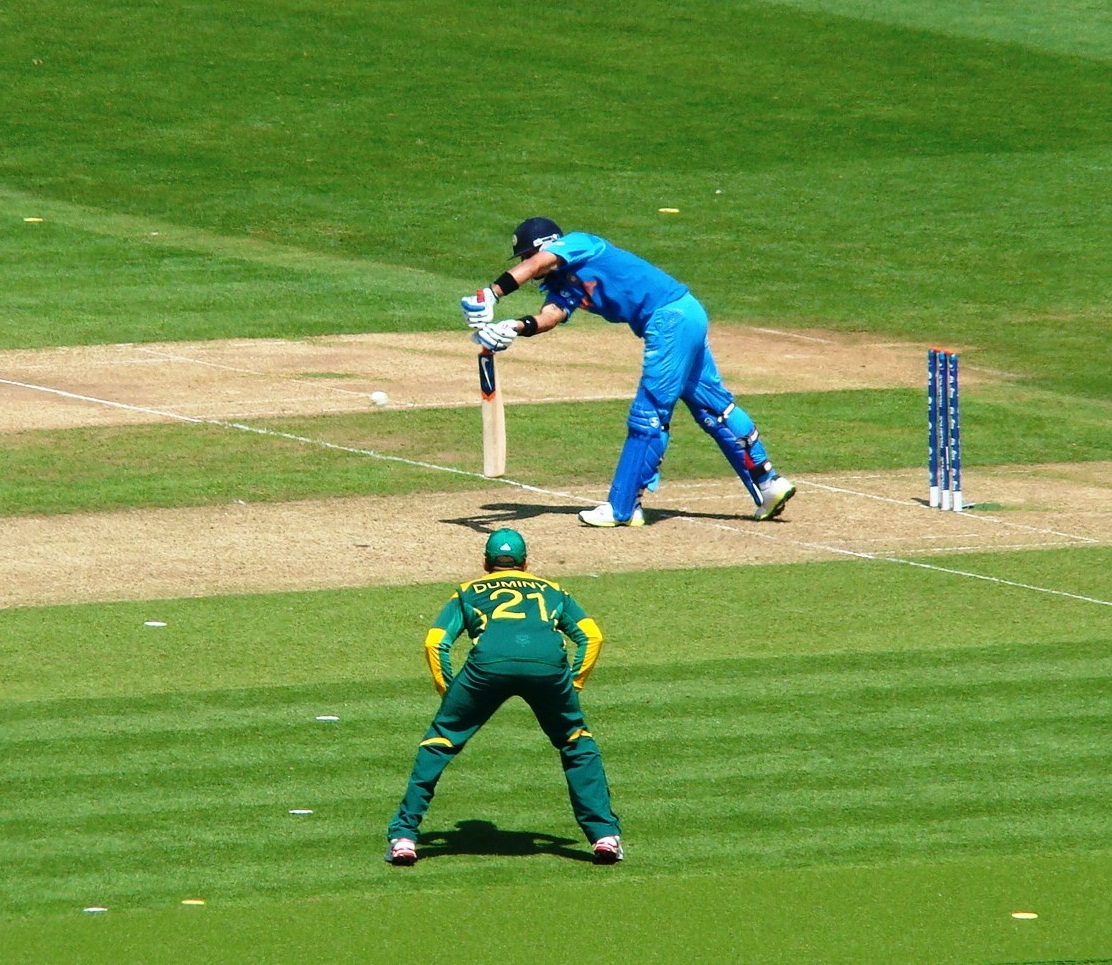
Virat Kohli à la batte contre l'Afrique du Sud en 2013.

Contrairement à son prédécesseur Sachin Tendulkar, Virat Kohli est un joueur extraverti qui joue avec une passion animée. Sur le terrain, il n’hésite pas à montrer son tempérament et à montrer son mécontentement contre certaines décisions arbitrales, apprenant avec l’expérience à maîtriser de mieux en mieux ses émotions.
Son surnom, Chikoo ou Cheeku, provident d'un échange avec Ajit Chowdhary, entraîneur assistant lors de ses années juniors, qui l'avait comparé avec le fruit pour décrire sa tête après un passage chez le coiffeur.